# Чередниченко, Леонид Григорьевич
Леонид Григорьевич Чередниченко (05.11.1921 — 01.02.1990) — начальник артиллерии 25-го гвардейского стрелкового полка, гвардии майор. Герой Советского Союза.

## Биография
Родился 5 ноября 1921 года в селе Плескачовка ныне Смелянского района Черкасской области. Украинец. Член ВКП(б)/КПСС с 1942 года. Окончил 10 классов. Работал токарем на заводе «Главпищемаш» в городе Орёл.
В Красной Армии с 1940 года. Окончил Орловское военное пехотное училище в 1941 году. На фронтах Великой Отечественной войны с июля 1941 года. Воевал на Западном, Брянском, Центральном и 1-м Украинском фронтах.
Начальник артиллерии 25-го гвардейского стрелкового полка гвардии майор Чередниченко особо отличился в боях с 12 января по 3 февраля 1945 года при проведении Висло-Одерской операции.
12 января у реки Черна-Нида умело управлял огнём артиллерии. Благодаря успешным действиям артиллерии полк прорвал первую сильно укреплённую линию обороны врага. Гвардии майор Чередниченко лично возглавил отражение контратаки противника. Когда вышел из строя расчёт одного из орудий, лично встал к прицелу и подбил один танк. В этом бою артиллеристы уничтожили одиннадцать танков и более сотни солдат и офицеров противника.
В ходе боёв 12-13 января советскими войсками была прорвана тактическая зона обороны врага и разгромлены основные силы введённых в сражение резервов. Расширив прорыв до 60 километров по фронту, наши войска вышли на подступы к городу Кельце и перешли к преследованию отходивших частей противника.
1 февраля 1945 года гвардии майор Чередниченко со штурмовым батальоном переправил артиллерийские подразделения через Одер в районе города Штейнау и отразил несколько вражеских контратак. Оборудовав пункт наблюдения, он организовал огневое взаимодействие между артиллерийскими подразделениями. Действуя чётко и уверенно, расчёты установили свои орудия на прямую наводку и открыли огонь по контратакующему противнику. Только в первый день боя они уничтожили 8 танков и бронетранспортёров и до роты противников. В критический момент боя, когда враг попытался окружить наблюдательный пункт, поднял артиллеристов в атаку и в рукопашном бою уничтожил 8 солдат и офицеров противника.
Указом Президиума Верховного Совета СССР от 10 апреля 1945 года за мужество, отвагу и героизм, гвардии майору Чередниченко Леониду Григорьевичу присвоено звание Героя Советского Союза с вручением ордена Ленина и медали «Золотая Звезда».
В 1954 году окончил Военную академию имени М. В. Фрунзе. С 1967 года полковник Чередниченко — в запасе. Жил в Симферополе. Работал на заводе "Фиолент". Умер 1 февраля 1990 года. Похоронен на кладбище Абдал в Симферополе.

## Память
В Симферополе на доме № 83 по улице Киевской установлена мемориальная доска.  

## Награды
Награждён орденом Ленина, двумя орденами Отечественной войны 1-й степени, орденом Отечественной войны 2-й степени, двумя орденами Красной Звезды, медалями.